# Breitfuss Glacier
Breitfuss Glacier är en glaciär i Antarktis. Den ligger i Västantarktis. Argentina, Chile och Storbritannien gör anspråk på området. Breitfuss Glacier ligger 343 meter över havet.
Terrängen runt Breitfuss Glacier är bergig åt nordost, men åt sydväst är den kuperad. Trakten är obefolkad. Det finns inga samhällen i närheten.